# ルネ・クレマン
ルネ・クレマン（René Clement、1913年3月18日 - 1996年3月17日）は、フランスの映画監督。ボルドー生まれ。サスペンス、コメディ、反戦、恋愛映画と、バラエティに富んだ作品を残した。代表作に『禁じられた遊び』、『太陽がいっぱい』など。

## 生涯
少年時代から映画に熱中し、パリの美術学校で建築学を学びつつ、16ミリで短編映画を、18歳にして短編のアバンギャルド映画を製作する。陸軍映画班に入り、記録映画の製作に携わる。除隊後の1934年からカメラマン、助監督として映画界に入り、やがてアニメーション映画、記録映画などを発表。ジャック・タチ脚本・主演のコメディ映画『左側に気をつけろ』(1936年)を含む7本の短編を作る。1944年、軍事活動委員会が、第二次世界大戦中、ナチス占領下のフランスの鉄道従業員組合のレジスタンスを描く映画をクレマンに依頼し、1945年のセミ・ドキュメンタリー映画『鉄路の闘い』に結実する。この作品は、独特のリアリズム表現が評価され、第1回カンヌ国際映画祭で国際審査員賞と監督賞に輝き、クレマンの名は一躍有名になる。1951年には、幼い子供たちを通して戦争の無残さを訴えた『禁じられた遊び』を発表。ヴェネツィア国際映画祭・金獅子賞とアカデミー名誉賞（外国語映画賞）を受賞。1955年にはエミール・ゾラの小説を映画化した『居酒屋』など、評価の高い傑作群を残し、世界的な巨匠となる。1959年、アラン・ドロンを主役にした『太陽がいっぱい』が大ヒット。だが、当時のフランス映画界はヌーベルバーグの勢力が強く、以降は商業映画の監督として認知されるようになる。60年代後半からはスリラーに傾倒し、『雨の訪問者』（1969年）などの作品を残した。もともと寡作であったが、スリラー映画においてもそれは変わらず、50代で発表した映画も僅かに5本。1975年公開の『危険なめぐり逢い』以降は、映画製作から離れる。1996年3月17日死去。満82歳没。

## 主な監督作品

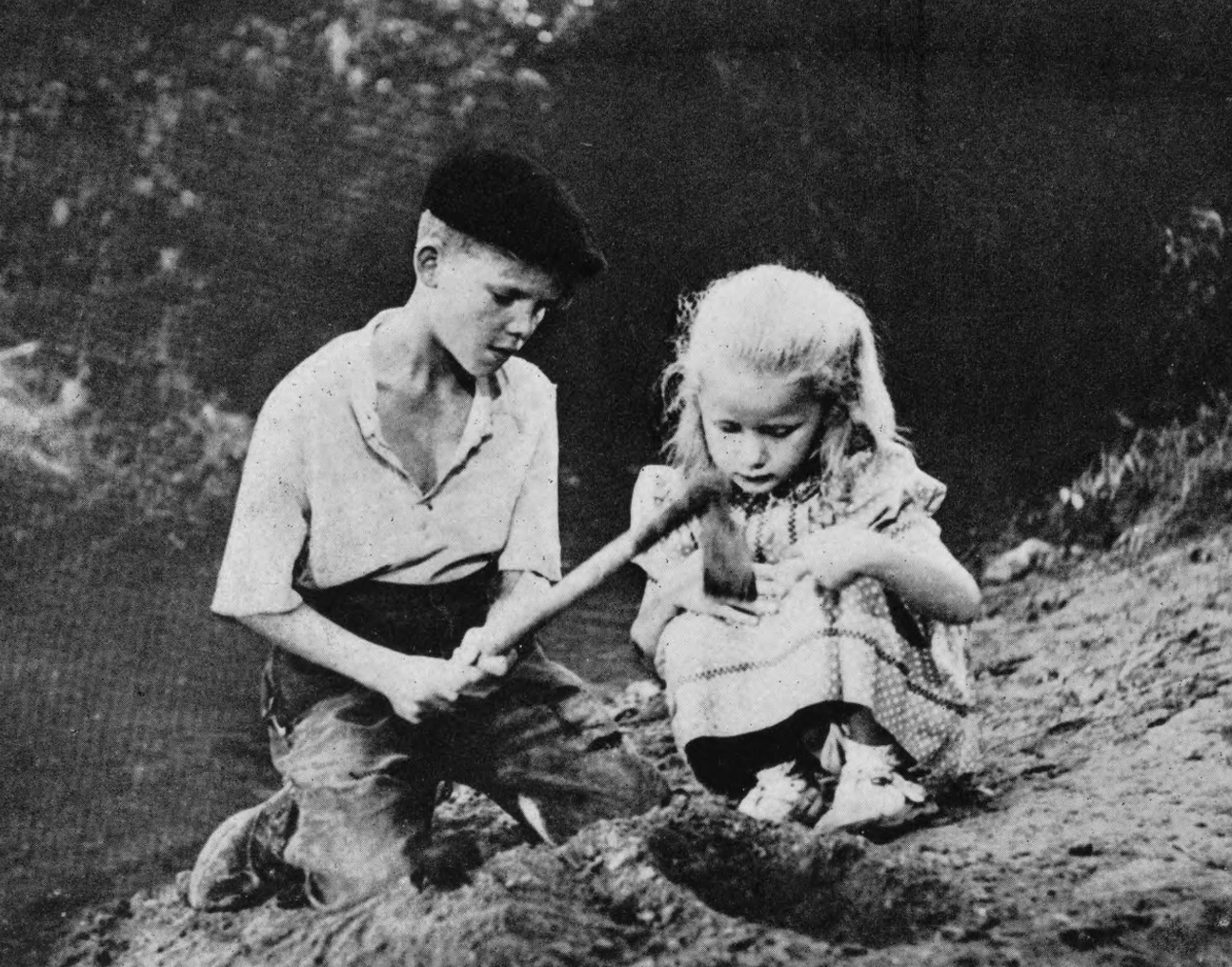
『禁じられた遊び』（1952年）

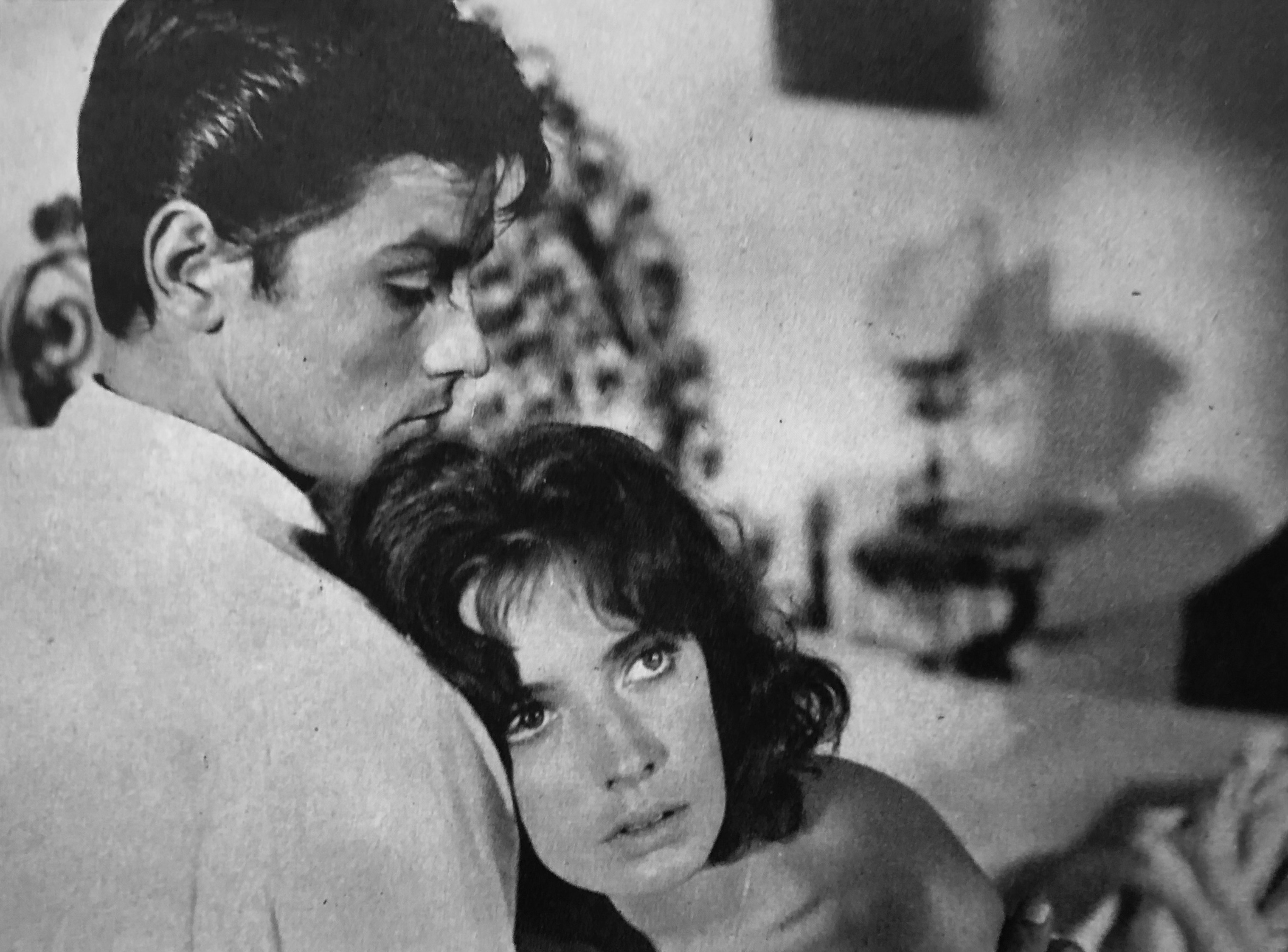
『太陽がいっぱい』（1960年）

- 左側に気をつけろ Soigne ton gauche（1936年）
- 鉄路の斗い La Battaille du Rail（1945年）
- 海の牙 Les Maudits（1946年）
- 鉄格子の彼方 Le Mure di Malapurga（1949年）
- ガラスの城 Le Chateau de Verre（1950年）
- 禁じられた遊び Jeux interdits（1952年）
- しのび逢い Monsieur Ripois（1954年）
- 居酒屋 Gervaise（1956年）
- 海の壁 Barrage contre le Pacifique（1957年）
- 太陽がいっぱい Plein Soleil（1960年）
- 生きる歓び Quelle Joie de vivre（1961年）
- 危険がいっぱい Les Felins（1964年）
- パリは燃えているか Paris brule-il?（1966年）
- 雨の訪問者 Le Passager de la Pluie（1969年）
- パリは霧にぬれて La Maison Sous les Arbres（1970年）
- 狼は天使の匂い La Course du lievre a travers les champs（1972年）
- 危険なめぐり逢い La Baby-Sitter（1975年）

## 受賞歴
主な国際的な映画祭での受賞
- 1946年：『鉄路の闘い』 - カンヌ国際映画祭・国際審査員賞、監督賞
- 1947年：『海の牙』 - カンヌ国際映画祭・冒険探偵映画賞
- 1949年：『鉄格子の彼方』 - カンヌ国際映画祭・監督賞
- 1952年：『禁じられた遊び』 - ヴェネツィア国際映画祭・金獅子賞
- 1954年：『しのび逢い』 - カンヌ国際映画祭・審査員特別賞
- 1956年：『居酒屋』 - ヴェネツィア国際映画祭・国際映画評論家連盟賞
- 1983年：セザール賞・名誉賞